# 珍珠港事件
珍珠港事件，又称偷襲珍珠港、珍珠港事變，美國稱珍珠港襲擊、珍珠港進攻（英語：Attack on Pearl Harbor），日本稱真珠灣攻擊（日語：真珠湾攻撃）、布哇比海戰（日語：布哇比（ハワイ）海戦）、布哇比作戰（日語：布哇比（ハワイ）作戦），是日本於美國時間1941年12月7日對美国位於夏威夷的珍珠港海軍基地的一次偷襲作戰。珍珠港事件标志着太平洋戰爭的爆发，同时也是第二次世界大戰的重要轉捩點。
偷襲珍珠港的計畫源自日本與美國的外交衝突，前者自1937年侵华後，長期無法脫身，經濟也每況愈下；為了繼續對中國的戰爭，日本開始奪取他國的資源。1940年，日軍趁法國戰敗時佔領了法屬印度支那北部，引起了日美關係的緊張。1941年，美國政府要求日本軍隊撤離法屬印度支那，並連同荷蘭流亡政府與英國切斷了對日本的石油出口（ABCD包圍網）。
由於石油是日軍持續作戰所必需的資源，此舉最终令日本決定對英美開戰，並佔領菲律賓、英屬馬來亞、英屬婆羅洲、荷屬東印度等資源豐富的地區以獲取戰略資源；同時日本聯合艦隊司令山本五十六認為美國勢必會干涉，因此必須致命地打擊美國海軍的太平洋艦隊，讓日本在南進取得成果、勢力得到鞏固後，能有機會在有利的條件下與美國和談。為此，山本五十六擬定了偷襲珍珠港的計畫。
日本海軍共派出了6艘航空母艦、300多架戰機，分兩波进行奇襲。日軍在偷襲美軍之下，取得了重大戰果：擊沉及重創了美軍8艘戰艦、3艘巡洋艦、3艘驅逐艦，摧毀了188架戰機，共造成2,402人死亡，1,282人受傷。然而，日軍之勝利並不完全：島上的發電、維修設備、燃料和指揮總部大樓均未被破壞，海戰的真正主力航空母艦也不在港內。即便如此，与美國的損失相比，日本損失甚微：僅損失29架飛機和5艘袖珍潛艇，共有65名士兵陣亡或失蹤，並有一位日本潛艇乘員被俘虜。
這場軍事攻擊對第二次世界大戰的發展有著重大影響。日本這次先戰後宣的行動，讓美國公眾輿論憤怒不已，全國自孤立主義轉為支持參戰；而德國和意大利則認為日本成功將美國的注意力從歐洲戰場移至亞洲與太平洋，故此履行三國同盟條約，並帶領歐洲轴心国其他成員向美國宣戰。但軸心國低估了美國強大的工業能力，美國透過給予同盟國陣營大量資源，使軸心國最終戰敗。
當時的美國總統富兰克林·德拉诺·罗斯福在參戰前親同盟國、欲參戰的態度，讓當時社會出現了羅斯福其實知道日軍即將攻擊珍珠港、卻不加以警告的陰謀論，其至今仍充滿爭議。珍珠港事件發生後，羅斯福發表了《國恥演說》，稱12月7日是美國「活在恥辱的一天」，後來該日成為美國紀念日。

## 背景

### 對日禁運

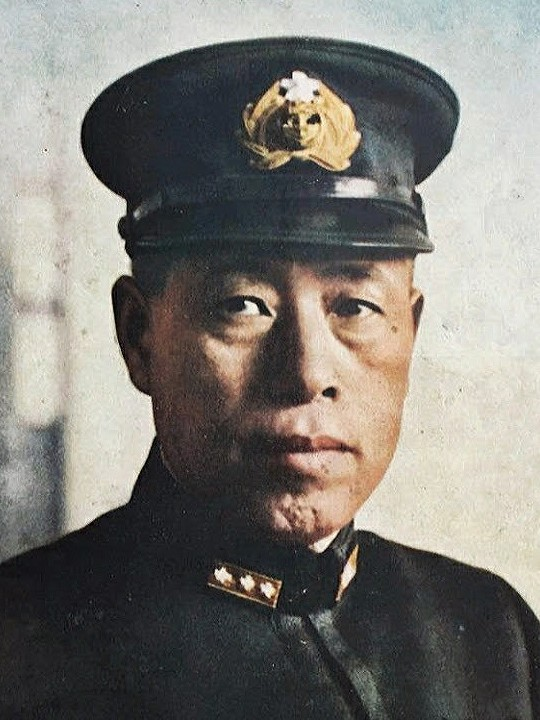
山本五十六上將，偷襲珍珠港計畫的核心人物。

從1937年至1941年以來，日本已深陷中國戰場的泥沼之中，4年來雖耗費了大量資源但無所進展，各殖民地的收成與經濟也都不樂觀，日本開始尋求其他地方的資源以進行長期戰爭。1940年7月，日本聲稱為了截斷重慶國民政府自中南半島獲取國外軍援（援蔣路線），趁法國向德國投降時佔領了法屬印度支那，以便奪取更多戰略物資，但此舉使得控制緬甸和馬來半島的英國深感日本擴張所带来的威脅。1940年9月27日日本同德國及意大利兩國簽署三國同盟條約，通過加入軸心國，日本發出了明確無誤的訊息，即美國的任何軍事干預都有可能在美國東西兩岸引發戰爭：在大西洋對德國和意大利（大西洋海戰）以及在太平洋對日本。因此罗斯福下令讓太平洋艦隊駐紮在珍珠港，同时也顯示不排除武力干預的可能性。1941年7月24日，美国羅斯福總統要求日本撤出在中南半島與中國的軍隊，接着在26日下令禁止對日本出口多項戰略資源（其中對日本來說以石油與鋼最為重要），並凍結了日本在美國的資產，不久英国和荷兰殖民政府也紛紛效仿。此政策被日本稱為ABCD包围网（乃取美、英、中、荷四國之英文縮寫而成），出口禁運使向來依賴美國石油的日本受到了重大打擊（有部份原因是因為對國內新的石油消費限制規定，以及各資源國內供應不足之故）。在日本試圖以外交談判解決問題卻接連碰壁時，德國進攻蘇聯。在南進無後顧之憂後，大本營決定考慮與英美荷開戰的可能性。
早在1909年，日本軍方就曾擬定過與美國的戰爭計畫「國家防衛策略」，該策略認為美國會與日本在馬里亞納群島和馬紹爾群島之間的海域戰鬥。30多年來，日本海軍也一直根據此假想進行訓練，軍艦設計也一直以近海戰鬥為主軸。1941年，大本營提出了與以前類似的計畫：决定在開戰之初進攻英美荷在東南亞的殖民地，首要目標是荷屬東印度的油田，其他則為馬來半島、菲律賓、緬甸等地；日本認為一旦與美國開戰，在攻進美屬菲律賓時，美國必定會派龐大的艦隊前來救援，日本海軍就能與其進行決戰（類似日俄戰爭中的對馬海峽海戰）。
聯合艦隊的指揮官山本五十六卻不贊同這個計劃。因为在這個計劃中，日本海軍與敵方艦隊決戰的主力是戰艦，而山本認為其在海戰中的主力地位已成過去。早在1927年，當他還在擔任赤城號艦長時，就有過空中武力為新一代戰爭型態的想法；1940年，在歐洲地中海戰場的塔蘭托戰役中，英军以24架搭載魚雷的飛機去攻擊意大利皇家海軍基地塔蘭托。雖然英軍損失了2架飛機，但卻癱瘓了對方3艘戰艦，這種戰法在山本心中留下了深刻的印象。此外，曾留學美國的山本知道其工業潛力是日本遠遠比不上的。若按此計畫，日本勢必會陷入一場消耗戰中，從而導致其因物資與工業能力皆落後於美國而戰敗。

### 珍珠港

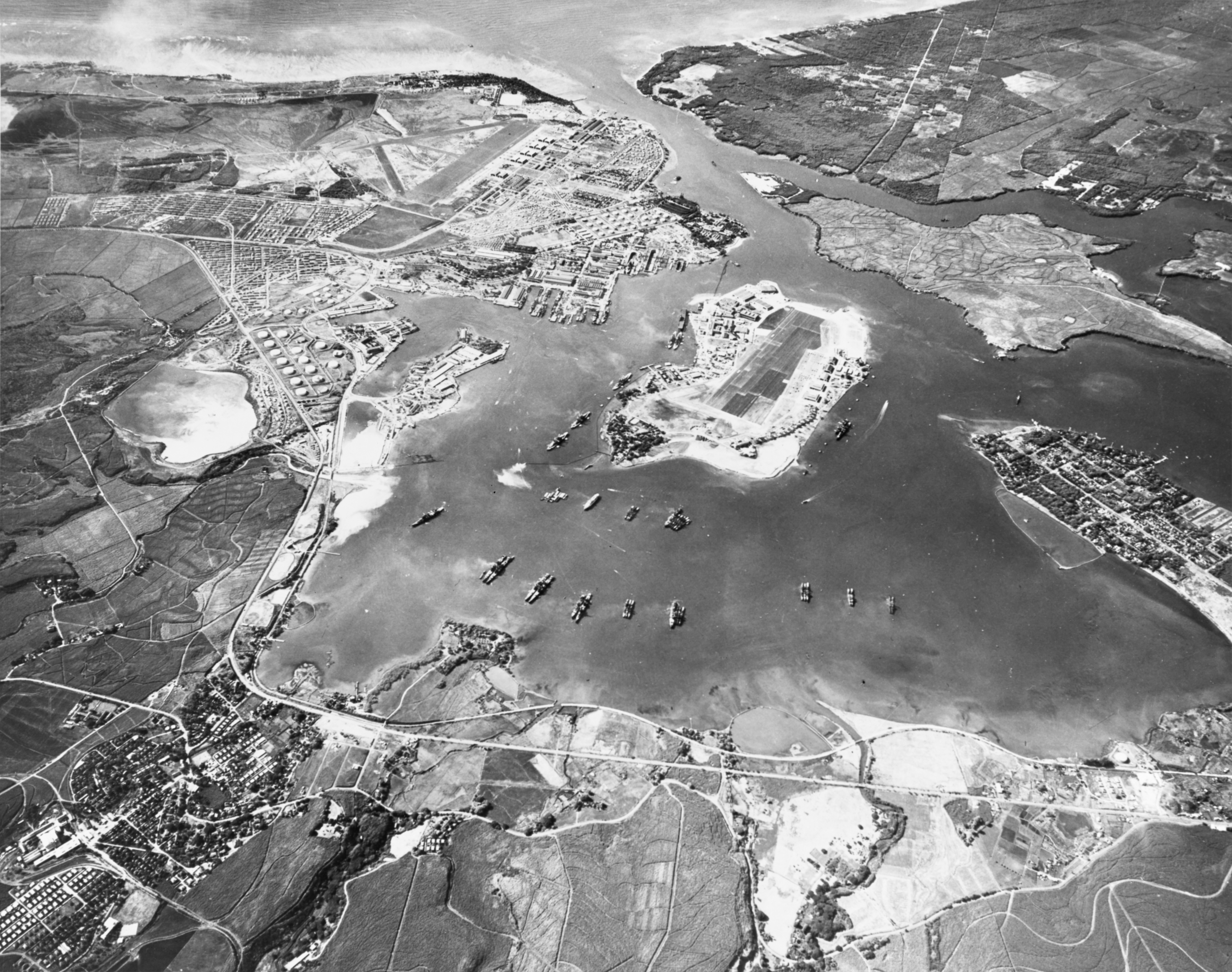
珍珠港俯視圖（1941年10月30日）

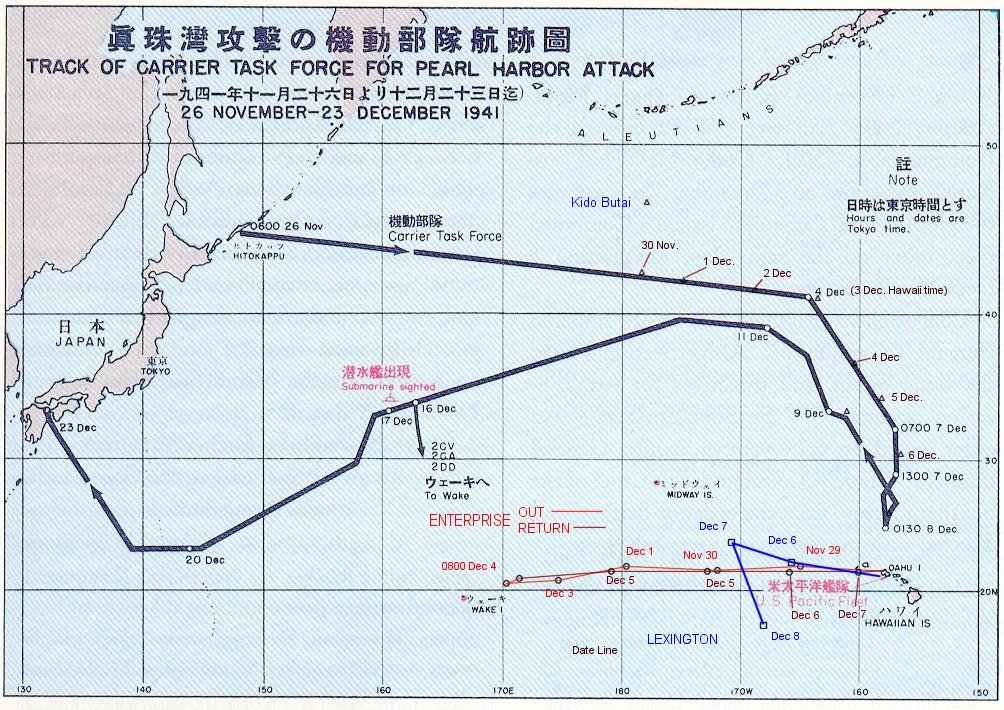
日军前往珍珠港及返程路線

山本五十六認為，必須在美國軍事能力動員起來前就先將其力量摧毀，也就是摧毁美國在太平洋的前線基地——珍珠港。美國1940年的士兵人數僅有25萬人，而已全面動員的日本有400萬名士兵，能在其未組織人力前迅速攻佔菲律賓，甚至進攻美國本土。在消滅美國於太平洋的艦隊後，日本可以暢所無阻的南下進攻。
珍珠港位於夏威夷上的歐胡島，該島人口結構主要有白人、日本人、中國人和菲律賓人，地形是一個被陸地所包圍的海港，僅有一個出口，港內船隻通過出口至外海需要3個小時，油庫、維修設施都缺乏空中保護。至於對魚雷的防禦則是因為1940年12月海軍上將哈斯本·金梅爾向華府報告「魚雷防禦網在狹窄的海港出口妨礙了交通」而被拆除；該港的士兵也未有被告知即將與日本開戰的消息。美國軍方雖然有軍官認為珍珠港即遭日本攻擊，而不是菲律賓，但又認為日本無法立即對珍珠港展開攻擊。
山本將攻擊珍珠港的計畫定為「Z作戰」，決定以一支由6艘航空母艦所組成的空中力量，對珍珠港展開攻擊，而且必須是奇襲，他與大西瀧治郎、源田實和山口多聞等人一起擬定作戰細節，在5月9日於東京海軍參謀一年一度的兵棋演習中，向同僚告知Z計畫。大部分軍官認為他的想法過於魯莽，甚至做出會被殲滅的結果推斷，但山本多次試圖說服反對者，甚至以辭職作為威脅，最後海軍軍令部長永野修身也終於批准。
長期研究攻擊珍珠港的山本，對島上日常作息、陸海軍作業程序、艦隊移動頻率和人事輪班等資料都很清楚，以及珍珠港的水深僅45英呎（13.7米），日本海軍的魚雷若以一般投擲方式攻擊會陷入海床中，同時為了自空中投下炸彈，勢必要能擊穿戰艦甲板上的裝甲，他要求研發部改良這些問題，並獲得解決。他將俯衝轟炸機、水平轟炸機、魚雷轟炸機和戰鬥機等不同種類戰機組成一支支的空中攻擊部隊，以南九州鹿兒島灣練習低空投放魚雷和炸彈，要求魚雷機訓練投彈高度為從沒进行过训练的1,500呎，並嚴格訓練命中率較低的水平轟炸機；而青森縣三澤飛行場旁的小川原湖亦因條件類似珍珠港而成為練習地點。山本將整支艦隊交由南雲忠一中將指揮，並另外派遣5艘袖珍潛艇，作為空襲失敗後對美國艦隊突擊的功用。
整隻艦隊的編列為：
- 第一航空艦隊—司令長官：南雲忠一中將，參謀長：草鹿龍之介少將
  - 第一航空戰隊—南雲直接指揮、航空母艦「赤城」「加賀」
  - 第二航空戰隊—司令官：山口多聞少將、航空母艦「蒼龍」「飛龍」
  - 第五航空戰隊—司令官：原忠一少將、航空母艦「瑞鶴」「翔鶴」、驅逐艦「秋雲」
  - 艦載航空機：共399架（零式戰鬥機120架、九九式轟炸機135架、九七式攻擊機144架）
  - 第三戰隊—司令官：三川軍一中將、戰艦「比叡」「霧島」
  - 第八戰隊—重巡洋艦「利根」「筑摩」
  - 第一水雷戰隊—司令官：大森仙太郎少將、輕巡洋艦「阿武隈」
    - 第一七驅逐隊—驅逐艦「谷風」「浦風」「滨風」「磯風」
    - 第一八驅逐隊—驅逐艦「陽炎」「不知火」「霞」「霰」

  - 第二潛艇隊—司令：今和泉喜次郎大佐、潛艇「伊19」「伊21」「伊23」
  - 第一補給隊—司令：大藤正直大佐、補給船「極東丸」「健洋丸」「國洋丸」「神國丸」
  - 第二補給隊—補給船「東邦丸」「東榮丸」「日本丸」
  - 特攻潛艇5艘（甲標的潛艇）

至於當日的作戰方式則是在晚上離開母港，各前往集中於擇捉島南部的單冠灣，靜候指示，一旦位在華盛頓的外交部人員談判成功，就立即返航，否則就前往夏威夷執行攻擊。攻擊方式由機隊指揮—渊田美津雄決定，就他在現場判斷奇襲是否成功，若成功就發射1枚信號彈，由魚雷機先進行攻擊，再來是水平轟炸機，最後才是俯衝轟炸機。若美軍已有準備，則是發射2枚信號彈，由俯衝轟炸機先攻擊，誘出高射砲位置，再由水平轟炸機攻擊。當日是否開戰的決定，由東京發出密碼指示。
11月17日，艦隊集合於單冠灣，11月26日啟航往夏威夷前進。11月20日，身在華府的日本外交官野村吉三郎和來栖三郎與美國國務卿科德爾·赫爾遞交「談判最後方案」，赫爾的回應則是拒絕此方案。日本御前會議中，東條英機說道：「現在局勢已十分明顯，我們已經不能透過外交途徑獲得我們所想要的；換句話說，美、英、荷、中等國已加強經濟和軍事上的壓力，我們除了對美英各國開戰之外，別無選擇......」此外，關於海牙公約中規定的宣戰動作，由於可能會對整個行動有重大影響，裕仁天皇與軍部討論許久後決定，在華盛頓遞交宣戰書後立刻展開攻擊（間隔60小時內）。

## 行動

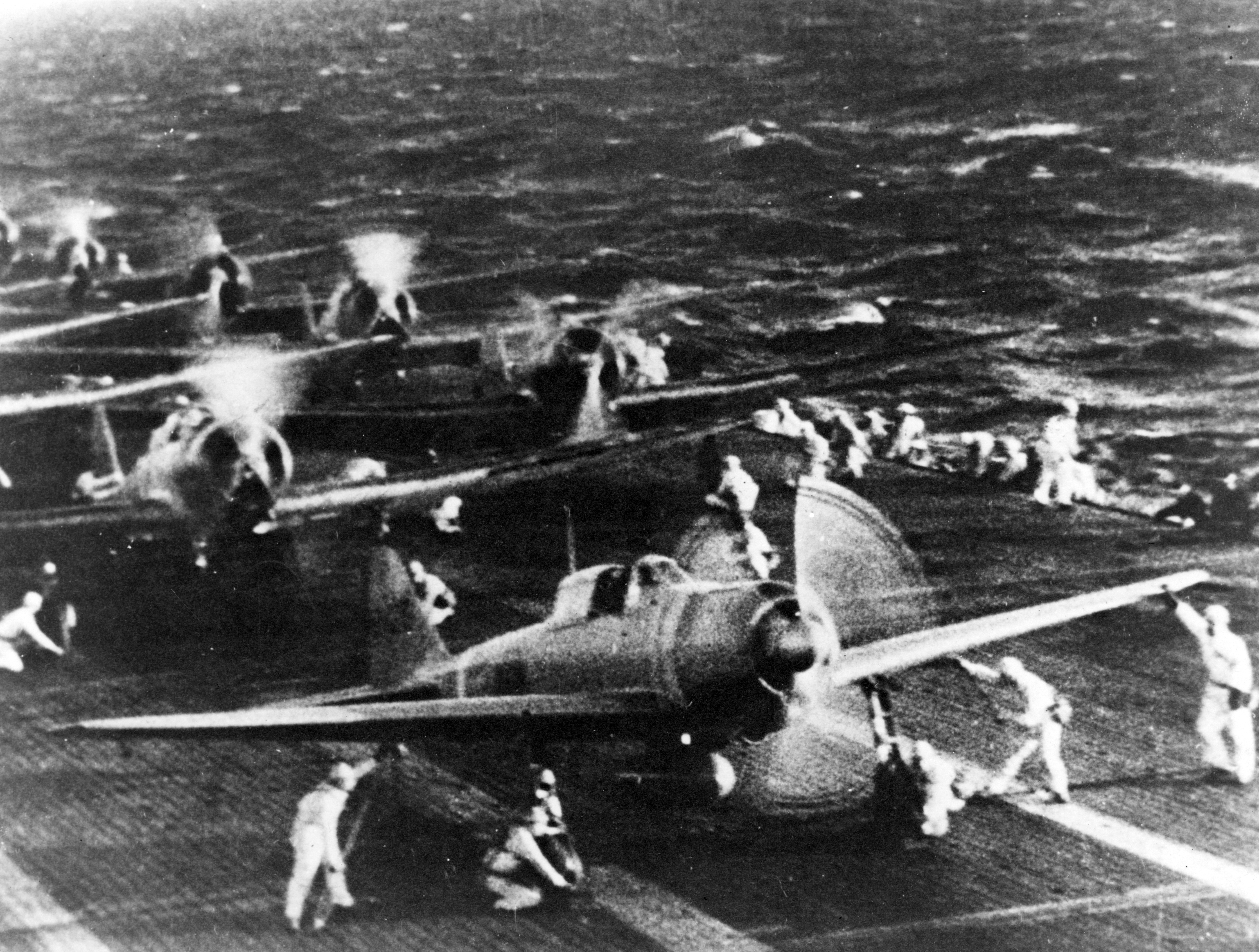
日军零式戰鬥機正从翔鶴号航空母舰上起飞

12月7日上午10點30分，日本國會正式做出了宣戰決定。当天南雲於日本時間下午5點30分收到了「登上新高山」（指台灣玉山）與「1208」的指令，「新高山」即指開戰決定，1208則為日本預定的攻擊时间。不久，山本對艦隊訓令道：「皇國興廢，繫於此戰，各官兵必要盡其職，鞠躬盡瘁！」據戰務參謀渡邊安次透露，這是參謀長宇垣纏在如廁時想出來的。
按原定計畫，若艦隊在移動時被發現，作戰行动将被立即取消。山本隨后收到潛伏於珍珠港間諜发来的資訊：港內共停泊了戰艦9艘、巡洋艦3艘、驅逐艦17艘，船塢內則有巡洋艦4艘、驅逐艦3艘，航空母艦則均未在基地內，也得到了港內沒有魚雷網和防空氣球的消息，而夏威夷方面也沒有任何緊急廣播。
作為此次行動的前鋒，袖珍潛艇按原计畫離開母艇。3點42分時，美国扫雷艇禿鷹號在檀香山港前发现一个潜望镜，驅逐艦華德號（USS Ward DD-139）開火攻擊並投下了深水炸彈。雖然華德號立刻向海軍總部報告了此事，卻未受到重視。此時已接近天亮，而日軍也已抵達了戰機預定的升空地點，為歐胡島正北230浬处。筑摩號和利根號各派出1架偵察機进行偵察，以防止美軍的反擊，卻在1小時內未收到回報。南雲此時決定不顾原定計畫，讓飞机於6點提前升空。另外有6架飛機因為技術問題而發射失敗。

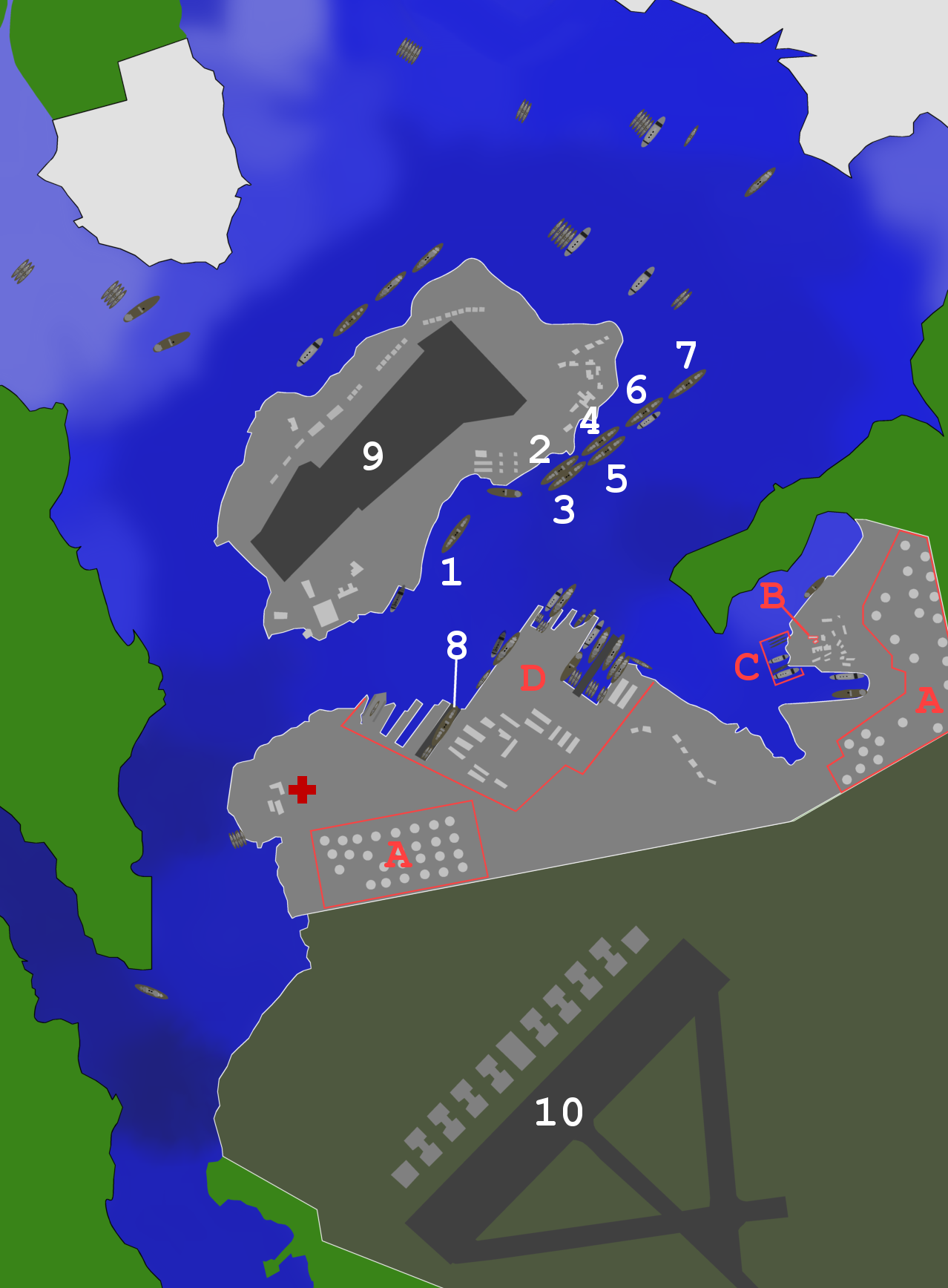
城市
陆军基地
海军基地
攻击目标： 1：加利福尼亞號戰艦，2：馬利蘭號戰艦，3：奧克拉荷馬號戰艦，4：田納西號戰艦，5：西維吉尼亞號戰艦，6：亞利桑納號戰艦，7：內華達號戰艦，8：賓夕法尼亞號戰艦，9：福特島機場，10：希甘姆機場。
被日軍忽略的目標：A：儲油庫，B：太平洋艦隊司令總部大樓，C：潛艇基地，D：海軍造船廠。

### 第一波攻擊
第一波攻擊共動用183架飛機（原預計189架），分別為：
- 第一組（目標：戰艦和航空母艦[21]）
  - 49架九七式魚雷攻擊機，作為水平轟炸機，攜帶1760磅重穿甲彈，由淵田美津雄指揮，分為4個機隊。
  - 40架九七式魚雷攻擊機，由村田重治指揮，裝備九一式魚雷，分為4個機隊。
- 第二組（目標：福特島和惠勒機場（英语：Wheeler Army Airfield）停駐的飛機）
  - 51架九九式俯衝轟炸機，攜帶550磅炸彈，由高橋赫一（日语：高橋赫一）指揮。
- 第三組（目標：擊毀各機場上起飛的飛機，奪取制空權[20]）
  - 43架零式戰鬥機，由板谷茂指揮。

夏威夷此時還正處於星期日太陽未升起的早晨，島上只有少數人起來，大部分士兵都還處於休息狀態。在奧帕納雷達站中的兩位二等兵於6點45分在螢幕上發現有不明物體靠近歐胡島（實際上是南雲的偵察機），卻沒有上報。不久，螢幕顯示北方有一大群飛機接近後，他們趕緊聯絡防空中心有不明物體靠近基地，值班的科米特·泰勒中尉回報他們應該是看到自「希甘姆」機場的巡邏隊，或是從美國本土加州來的B-17轟炸機。早上7點40分，機隊離開航空母艦已過1小時又40分鐘，淵田判斷美軍都尚未清醒，偷襲必定成功，便發射一枚信號彈，但機隊中有人沒看見，淵田又再發射一發，卻使部分機組誤解是執行發射2發信號彈時的作戰，結果導致攻擊隊未照演練時的順序進攻；不過這項錯誤對整場作戰並無影響，因為美軍並未有組織的抵抗。從發射信號彈到第一枚炸彈投下之前，淵田發出無線電信號「虎！虎！虎！（トラ・トラ・トラ）」，即通知南雲艦隊偷襲成功。
機場
日軍開始攻擊，由於美軍還處於驚愕狀態，幾乎沒有什麼反擊能力，日軍機隊暢所無阻的分開執行自己的任務。對日軍來說要先摧毀美軍的戰鬥機以保護其他轟炸機，而零式戰鬥機則因為空中沒有敵人也轉而加入攻擊機場的行動。日軍於夏威夷時間7點48分開始攻擊機場，惠勒機場被認為駐有50架P-40和P-36，在第一次攻擊中就摧毀四分之一的飛機，兵營和機庫都被炸彈所攻擊，惠勒機場完全失去反擊能力。希甘姆機場則是轟炸機的基地，停放約70架轟炸機（其中12架為B-17飛行堡壘），被破壞程度與惠勒機場相同。7點58分，羅根·C·雷姆賽上校於福特島向港內發出廣播：「珍珠港受空袭，这不是演习！」，此消息隨後由太平洋司令部發出（8點12分），再傳到華盛頓，但此消息傳到總統與國務院已是華盛頓時間下午2點。
船艦

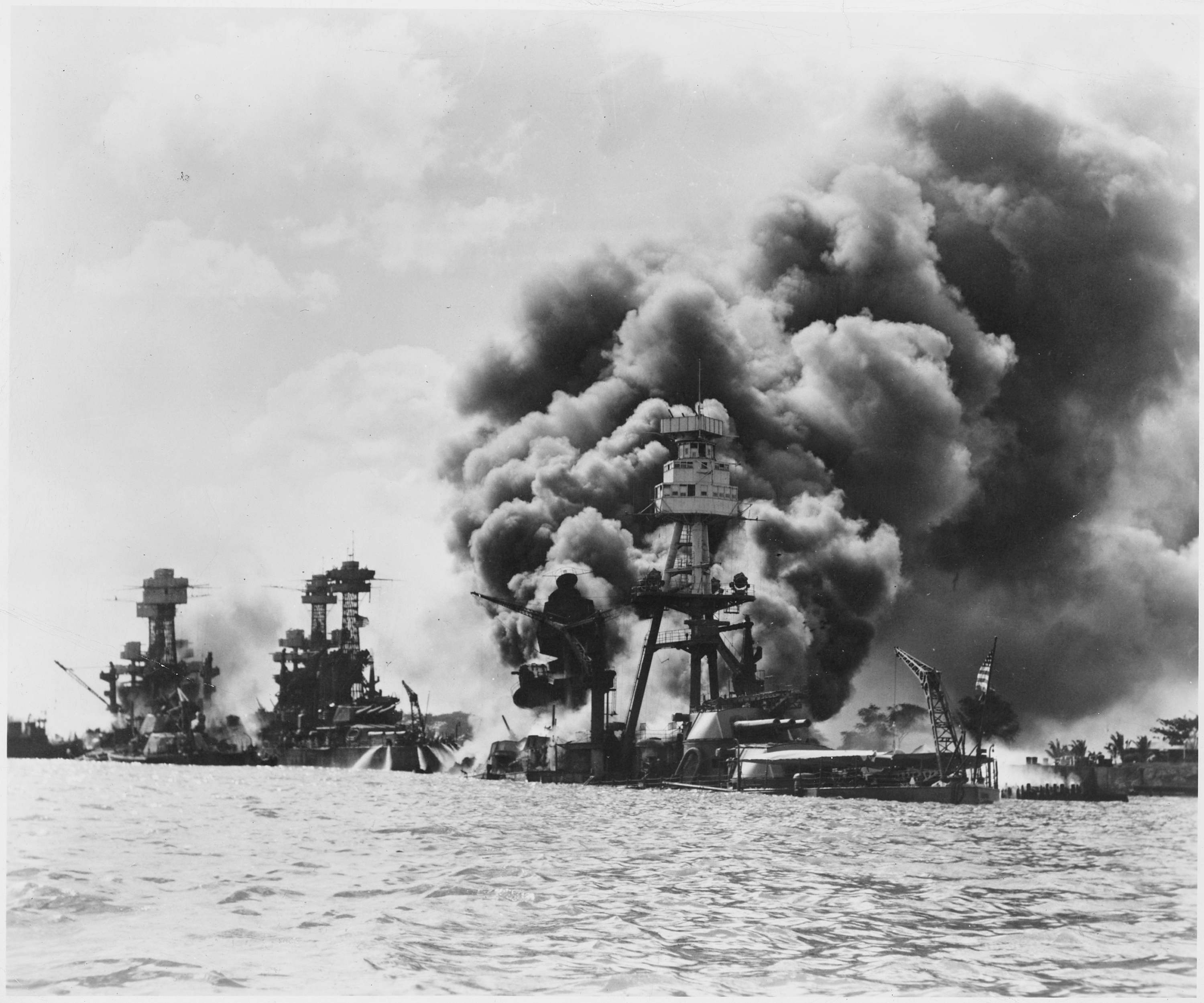
受創的三艘戰艦，由左至右為西維吉尼亞號戰艦（重創）、田納西號戰艦（微創）、亞利桑那號戰艦（被擊中彈藥庫引發爆炸後沉沒）

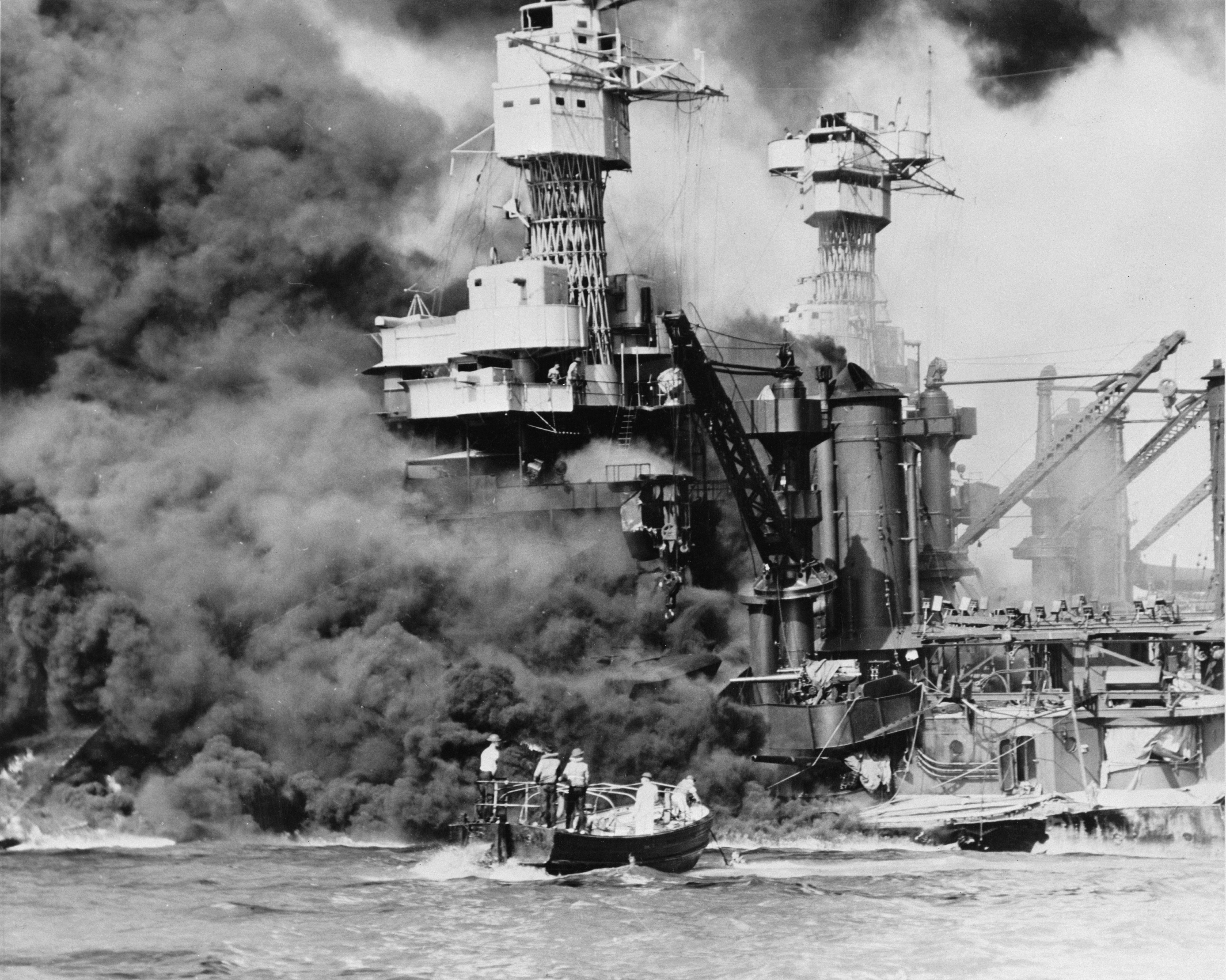
燃烧的西弗吉尼亚号

日機在抵達後立即確認在港美舰数量，发现在实际数量与估計數量之间存在偏差，实际共有8艘戰艦、8艘巡洋艦、30艘驅逐艦、4艘潛艇、9艘佈雷艦、14艘掃雷艦、1艘砲艇、12艘魚雷艇、2艘補給艦和2艘油輪，需特别指出的是，作为此次作战的核心目标之一，美军的航空母舰均未在港。这也是美军能够迅速反扑日本的核心原因之一（實際上，「企业号」航空母艦曾在早上6點就从370海里外派出18架侦察机飞往珍珠港，但均未被日軍發現。在珍珠港受攻擊時也僅在周圍海域不到300浬的距離內）。各機開始攻擊預定的目標，大部分戰艦均受到3枚以上炸彈的攻擊。亞利桑納號戰艦由於被炸彈擊穿甲板於鍋爐和彈藥庫爆炸，死傷最為慘烈。不久美軍開始反擊，有零星的高射砲火和極少數飛機起飛，而在8點40分，日軍的第二波攻擊機隊已越過歐胡島東岸，淵田的機隊開始返回集合點（於8點45分抵達）。

### 第二波攻擊
第2波日軍機隊共有171架，由島崎重合指揮，編列為：
- 第一組：共54架九七式艦上攻擊機，攜帶550磅和132磅炸彈，由島崎重合指揮
  - 27架負責攻擊卡內奧赫、福特島、碧羅斯的機庫與飛機
  - 27架負責攻擊希甘姆機場的機庫與飛機
- 第二組：俯衝轟炸機組，負責攻擊船艦，由江草隆繁指揮
  - 81架九九式俯衝轟炸機，攜帶550磅炸彈，分為4個機隊
- 第三組：戰鬥機組，負責攻擊各機場飛機，奪取制空權與掩護各轟炸機，由飯田房太指揮[註 5]
  - 36架零式戰鬥機

在第二波攻擊行動中，內華達號戰艦試圖逃往外海，日軍轟炸機看準將其擊沉可堵住珍珠港唯一的出口，便發起猛烈的攻擊，但在被擊沉前就由美軍以2艘拖船拖出港外，解除太平洋艦隊被困於港中的危機。而從美國本土飛來的B-17也在此時抵達希甘姆機場，但油料不足、飛行員疲倦、有些甚至沒有武裝，紛紛被擊落或是迫降。自企業號飛出的18架俯衝轟炸機也在此時抵達，出發尋找日軍艦隊而沒有人想到使用雷達追蹤日機，如此便可找到南雲艦隊，以致一無所獲；另外還有3架在第2波攻擊結束後下午被當作日軍被防空砲擊落。9點45分，日軍開始撤退。11點15分，金梅爾宣佈夏威夷進入戒嚴狀態；12點40分，羅斯福同意在夏威夷引入战时法并建立军政府统治。

### 可能的第三波攻擊
淵田向南雲報告：「確定擊沉4艘戰艦，也造成敵方機場相當嚴重的損毀；雖然反抗加劇，但我建議再度發動攻擊。」，源田實和山口多聞都也建議再次攻擊，以摧毀美軍更多油料（約有4萬加侖的燃油，若摧毀太平洋艦隊至少有4個月無法出動）、魚雷、船塢和基礎設施，但南雲卻回應「已達到預期戰果」，下令撤回本土。下午1點30分，艦隊迅速北駛撤退。軍事歷史學家認為南雲若發起第三波攻擊，對美軍造成的損失會超過戰艦的損失，如果珍珠港被徹底摧毀以致喪失其基地功能，美軍艦隊勢必撤回本土，預估將使得美軍對太平洋的反攻推延1年；而美國後來的太平洋艦隊司令切斯特·威廉·尼米兹上將認為這將延長太平洋戰爭2年。一般認為南雲之所以沒發動第三波攻擊有以下原因：
- 美軍在第二波攻擊期間的防空力量已大幅加強，日軍有三分之二的損失來自於第二波攻擊的機群[31]，南雲認為若發動第三波攻擊，將會冒著動用聯合艦隊四分之三航空力量的風險去摧毀目標，而艦隊將會損失更多飛機及飛行員[31]。
- 南雲不清楚美軍航空母艦的位置、也不清楚美國的空軍基地是否還有對日本艦隊造成威脅的能力[32]、以及日本艦隊位置是否處於美軍飛機的航程以內[31]。
- 前兩波使用的機群是出擊前預先整備好的，若發起第三波攻擊需要一些時間進行調度、準備；這也將使日軍飛行員不得不於夜間降落在航艦上，當時只有英國皇家海軍發展航艦的夜戰科技，日軍若要行使則風險較高。
- 日本飛行員並未進行攻擊珍珠港岸上設施的準備；並且第三波攻擊將以空投炸彈為主，為機群主力的魚雷機和戰鬥機改掛炸彈需要時間。
- 日本艦隊的燃油已嫌不足，在珍珠港北部停留更多時間將加劇回程時的燃油耗損。
- 日方當中反對再次攻擊的聲音亦有參謀長草鹿龍之介少將，督戰的山本大將的意願也不高，加上軍令部總長永野修身大將也有「要把每一艘航母安全帶回」的命令，這些聲音對南雲來說影響甚大。
- 第二波已經達成基本行動計畫，消滅美國太平洋艦隊[33]的大部分主力，已達到主要目的（癱瘓美軍太平洋艦隊的主要戰鬥力）。
- 艦隊在一個地方停留太久的時間非常危險。日本艦隊能在不被發現的情形下，從日本航行到珍珠港已經非常幸運。停留更多的時間可能會被一艘幸運的美國潜艦或航空母艦發现[33][34]。
- 既然第三波攻擊可摧毀油庫與船塢等重要設施使美軍反攻推延1年，事後有观点認為這些目標就應該列入第一或第二波攻擊之中。然而美軍油庫是半地下相互獨立結構，摧毀幾個並不能完全摧毀所有油庫，而且產生的煙霧會干擾日軍第二次轟炸，執行攻擊本質上就有難度[註 7]。
- 另外日军在第一波攻击中用完了所有800kg重磅穿甲炸弹，只剩250kg和60kg炸弹，因此更难对油库、船塢造成威胁。

## 結束

### 傷亡
事後，金梅爾将军稱：「我必須承認，这確是一場非常漂亮的軍事行動；撇開奸詐的行為不說，日本人這次真的表現的相當出色。」珍珠港的空襲共持續了一個小時又50分鐘，日軍獲得了決定性勝利。
截止1941年12月，美国太平洋艦隊共有12艘主力艦，其中有9艘戰鬥艦和3艘航空母艦，在被攻擊時珍珠港共有96艘船隻，其中被癱瘓了8艘戰艦、3艘巡洋艦、3艘驅逐艦、8艘輔助性船隻，合計共30萬噸。完全被摧毀或不再使用的只有亞利桑納號戰艦、奧克拉荷馬號戰艦、作為靶艦的猶他號戰艦，其餘在花了一年多時間於港內打撈後，紛紛在太平洋戰场上被投入使用，只有幾艘重建的船隻修至戰爭末期。而在全部的390架飞机中，被摧毀了188架（有92架屬於海軍戰機，96架屬於陸軍航空軍機），受損157架（126架陸軍機和31架海軍機），以卡內奧赫和埃瓦機場受損最為嚴重。两个機場共有82架飛機，僅有1架飞机在攻擊後保有升空能力。
而美军人員傷亡則为：2,403人死亡，1,178人受伤；其中海軍：2,008人陣亡，710人受傷（死亡人數近半數自亞利桑納號）、陸戰隊：109人陣亡，69人受傷、陸軍：215人陣亡，360人受傷、平民：68人死亡，35人受傷。許多美軍士兵在當日表現英勇，此事件共頒發了14枚荣誉勋章、53枚海軍十字勳章、4枚銀星勳章和4枚海軍與陸戰隊勳章。
美軍太平洋艦隊各艦受創程度：
- 戰艦
  - 亞利桑那號戰艦：彈藥庫爆炸，全毀。
  - 加利福尼亞號：被魚雷打出缺口進水，漂流3日後沉沒於海床中，之後被打撈修復。
  - 奧克拉荷馬號戰艦：全毀，在港內沉沒，後來將其撈起並報廢，結果在移送拆除中遭遇暴雨，只能放任其沉沒[35]。
  - 西維吉尼亞號：被擊沉，之後被打撈成功修復。
  - 內華達號：攻擊時被拖往港外，後來被修復。
  - 賓夕法尼亞號：輕傷，後修復。
  - 馬利蘭號：重創，後修復。
  - 田納西號：重創，後修復。
- 靶艦
  - 猶他號戰艦：沉沒。
- 巡洋艦
  - 海倫娜號（英语：USS Helena (CL-50)）：遭到一枚魚雷擊中，後修復。
  - 檀香山號：遭到近失彈波及，輕傷。
  - 洛利號：遭一枚魚雷擊中，後修復。
- 驅逐艦
  - 卡辛號（英语：USS Cassin (DD-372)）：嚴重損毀，沒有修復，直接退役並重新建造[36]。
  - 唐斯號（英语：USS Downes (DD-375)）：嚴重損毀，沒有修復，直接退役並重新建造[36]。
  - 赫勒姆號：輕傷，修復。
  - 蕭號（英语：USS Shaw (DD-373)）：被三枚炸彈擊中，修復。
- 特殊艦種
  - 奧格拉拉號布雷艦（英语：USS Oglala）：幫海倫娜號擋魚雷，結果導致艦船傾覆，使其回爐重造。1944年變為引擎修理艦回到戰場。
  - 女灶神號維修艦（英语：USS Vestal）：當下正為亞利桑那號整修，於是乎受到重創（兩枚炸彈擊中），但艦長說道「小伙子們，我們要讓這艘船動起來（Lads, we're getting this ship underway）！」， 當天就讓這船能航行了。
  - 柯蒂斯號水上飛機母艦（英语：USS Curtiss (AV-4)）：被一枚炸彈以及一架飛機重創，後修復。
  - 蘇托由莫號拖船（英语：USS Sotoyomo (YTM-9)）：被蕭號爆炸衝擊，當場沉沒，但修復成功。
  - YFD-2輔助浮動干船塢（英语：YFD-2）：被一枚炸彈擊中，以及被蕭號的爆炸衝擊，當場沉沒，很快就修復完畢，之後協助蕭號移動去維修港口。

此列表並非全部太平洋艦隊艦隻，僅有受創艦隻。
相較之下，日本損失則非常小，共损失29架軍機（9架戰鬥機、15架俯衝轟炸機和5架魚雷轟炸機，其中有14架俯衝轟炸機和6架戰鬥機是在第二波攻擊中損失的），55名飛行員。潛艇部隊則有4艘袖珍潛艇被擊沉，還有一艘袖珍潛艇因為擱淺而导致一人被美軍俘虜，共9人陣亡（後被以「九軍神」之稱在日本國內宣傳），部份程度上因為這次潛艇的失敗，造成其後發展經費被刪除，並使潛艇部隊在太平洋戰爭期間被派往作為運輸物資的工作。

### 長遠影響
山本认为一次成功的袭击只能带来一年左右的战略优越性，雖然之後的南方作戰極為成功，但仍無法打敗擁有絕對物資優勢的美國。在珍珠港事件的25週年紀念日中，源田實表示：「在軍事行動上，珍珠港的攻擊行動是當年世界上最成功的一次，然而在政治上卻是極大的錯誤，導致日本最後走上投降一途......」
日本的原计划是在袭击前中止与美国的协商。到12月7日为止，日本驻华盛顿的外交官一直在与美国外交部进行广泛的讨论，包括美国对日本在1941年夏入侵东南亚的反应。袭击前日本大使从本国外交部获得了一封很长的国书，并受令在袭击前（华盛顿时间下午一时）将它递交给美国国务卿科德尔·赫尔。但日本大使馆的工作人员未能将及时解码并打印。最终，这封国书在珍珠港遭到袭击后才被递交给美国政府。实际上，这封国书在日本递交前就已经被美国情报机构解码。乔治·马歇尔在读过这封国书后立刻向夏威夷发送一份紧急警告（該文件並未註明「緊急」或「特急」的資訊），但由于美军内部传送系统的混乱，这篇电报不得不通过民用电信局来传达。袭击数小时后，一个年轻的日裔美国邮递员将这张电报送到夏威夷美军司令部，而總司令金梅爾看完則將它扔进了垃圾桶。
攻擊珍珠港的行動后来被证明将战列舰摧毁的作用远比预想的要小得多，在珍珠港的行動實際上僅摧毀美國陳舊的大艦巨砲主義，航空母艦則絲毫未損，不足以長時間影響戰局，山本曾說道：「頭六個月或一年大約是可以順利進攻的。但對於第二和第三年的戰事，我就毫無信心了......」；另外，就山本的計畫是為了阻止美軍往太平洋東部救援，而美軍計畫（即橙色計畫）則是與日軍開戰時要放棄其據點，並於大本營擬定之地點決戰，因此攻擊珍珠港是原本日美兩方都沒有想過的，也可以說山本此計畫是沒有必要的。而關於第三波攻擊，山本也由于此事对南云的不破壞基礎設施和油槽透露过不满，其表示南云中将像一个小偷得手后急急逃跑，没有抓住机会继续扩大战果；南雲對此則不認同，並重申已達到預期目的。
在日本奇襲珍珠港，大敗美軍艦隊消息傳開後，日本國內舉國歡騰，東條英機甚至說：「我保證終能取得最後勝利」，山本在寫給他姊姊的信中說道：「戰爭終於要開始了，雖然現在到處充溢著熱鬧喧嘩，但這一切都會消失......珍珠港的勝利微不足道，不適合用來大肆宣傳，這樣會使日本人民忽略了事情的嚴重性」，最重要的可能是珍珠港事件立刻将一个本来意见不齐的国家动员起来。它将美国团结起来，一起要战胜日本，可能也是后来盟军要求无条件投降的原因。

### 南方作戰

1942年太平洋戰爭的形勢（紅線圈內是日軍所到達最大的勢力範圍）

在執行珍珠港的「Z作戰」後，大本營相繼發起南方作戰中的其他行動，分別為：
- 攻取菲律賓—「M作戰」：由空中攻擊四個目標，五支部隊進行登陸。
- 攻取馬來半島—「E作戰」：由空中攻擊5個目標，3支部隊登陸，和1支部隊自泰國入侵。
- 攻取荷屬東印度—「H作戰」
- 攻取關島—「G作戰」
- 攻取英屬婆罗洲—「B作戰」
- 攻取香港—「C作戰」
- 攻取俾斯麦群岛—「R作戰」

這些配套作戰也十分成功，英美荷由於陷於歐洲局勢與軍力真空，列強殖民地相繼被攻佔，使日本快速擴增在太平洋的勢力範圍，東及索羅門群島，西至緬甸，且俘虜大量盟軍士兵。此外，在攻取馬來半島的作戰中，日軍再度使用魚雷機攻擊戰艦的行動，在馬來亞海戰中擊沉威爾斯親王號和反擊號，同珍珠港終結大艦巨砲主義；英國遠東的艦隊被迫撤至印度錫蘭，其後又在積蓄反擊力量的期間被日軍重創，其海上勢力被逐出遠東地區。

### 美国及其他各國反應

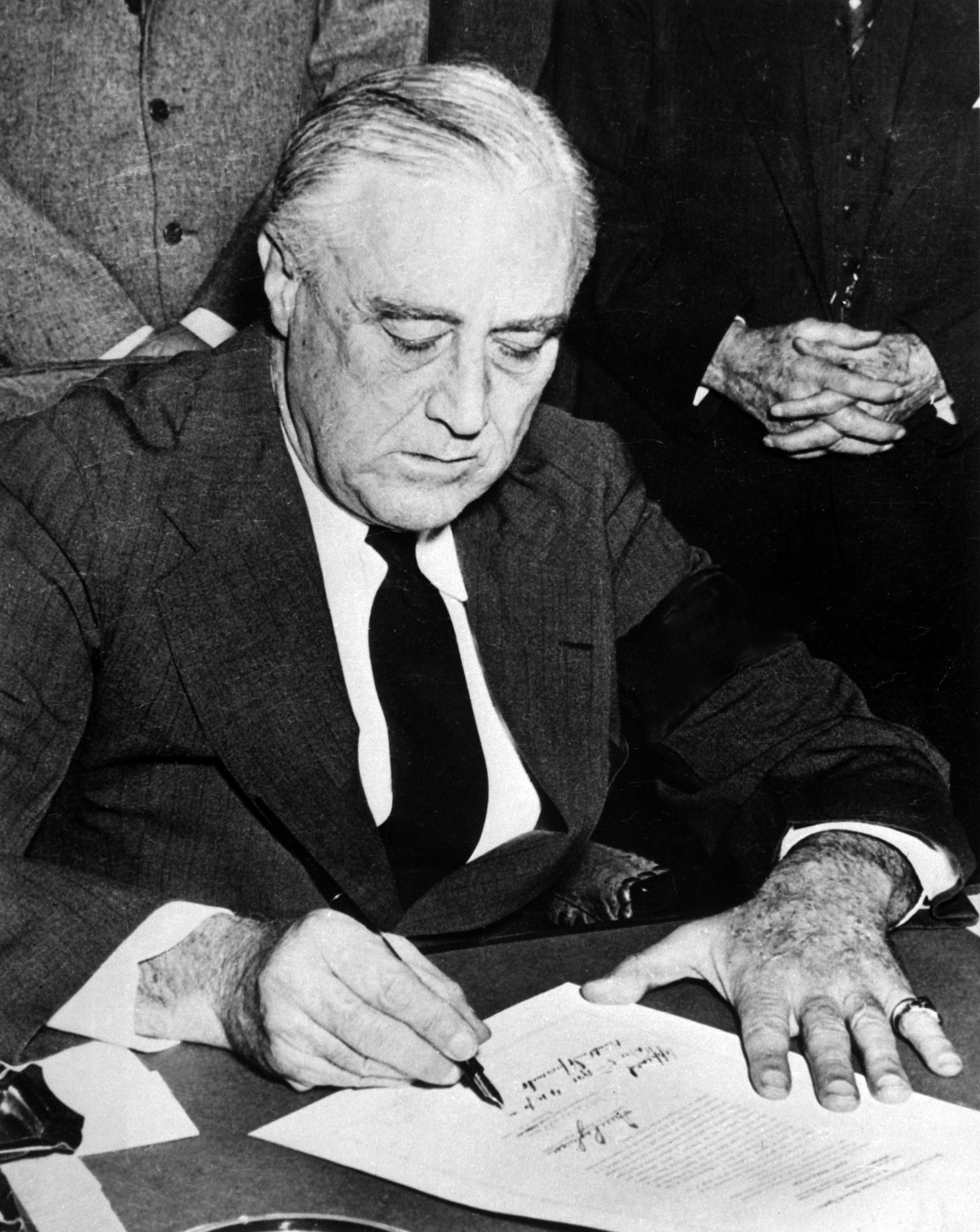
罗斯福签署对日宣战书

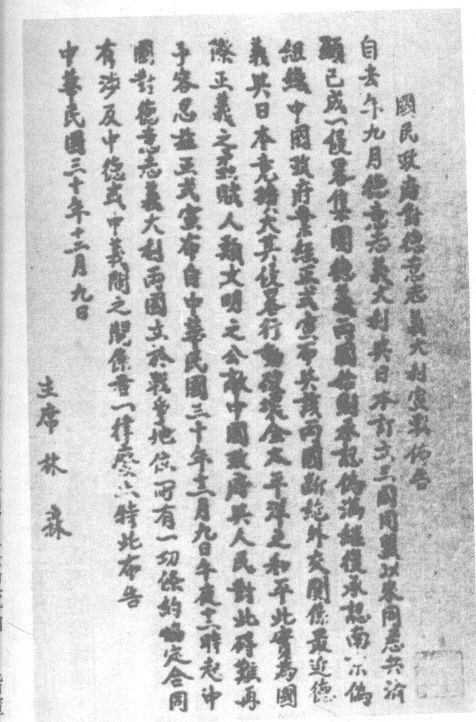
中華民國國民政府向德國、意大利宣戰佈告

事件发生的次日即1941年12月8日，时任美国总统羅斯福在國會发表珍珠港演说：
No matter how long it may take us to overcome this premeditated invasion, the American people in their righteous might will win through to absolute victory. I believe that I interpret the will of the Congress and of the people when I assert that we will not only defend ourselves to the uttermost, but will make it very certain that this form of treachery shall never again endanger us.
......
I ask that the Congress declare that since the unprovoked and dastardly attack by Japan on Sunday, December 7th, 1941, a state of war has existed between the United States and the Japanese empire.

无论应对这场预谋的侵略要耗费多久，正义在手的美国人民都会获得全面的胜利。我不仅将会最大程度确保我们的安全，还将确保我们再也不会被此类不义行径所伤害，我相信这也是国会和民众的心声。
......
我请求国会宣布，自日本在1941年12月7日星期日这天无故发动的卑鄙袭击始，美国和大日本帝国之间已经处于战争状态。
美国国会以只有一票反对通过了对日本的宣战。罗斯福立刻签署了宣战书，他称12月7日为一个“国耻日”。美国政府继续和加强了军事动员并开始将其经济转化为战时经济模式。
同日，加拿大、英國、澳洲、紐西蘭、南非及中美、南美等部份國家全部向日本宣戰，以上這些同盟國亦透過珍珠港事件向其他次要軸心國成員如匈牙利、保加利亞、芬蘭和羅馬尼亞宣戰，未向德國和意大利宣戰的中美國家也加入戰爭。滿洲國在當日亦向美國宣戰。12月9日，中華民國正式向德國、意大利和日本宣戰。

#### 日本的盟國向美國宣戰
|                                                      | 你们的宣战很正确。这也是问题唯一合适的解决方法了。日本一直在按部就班地追求谈判，能谈到什么时候就谈到什么时候。但是如果对方感兴趣的只是以此拖延时间和羞辱你们，而非真的要达成协议的话——那你们就应该狠狠打击他们，一秒也不耽搁地宣战 |
| ——希特勒向日本駐德大使大島浩表達他對珍珠港事件的看法 | |

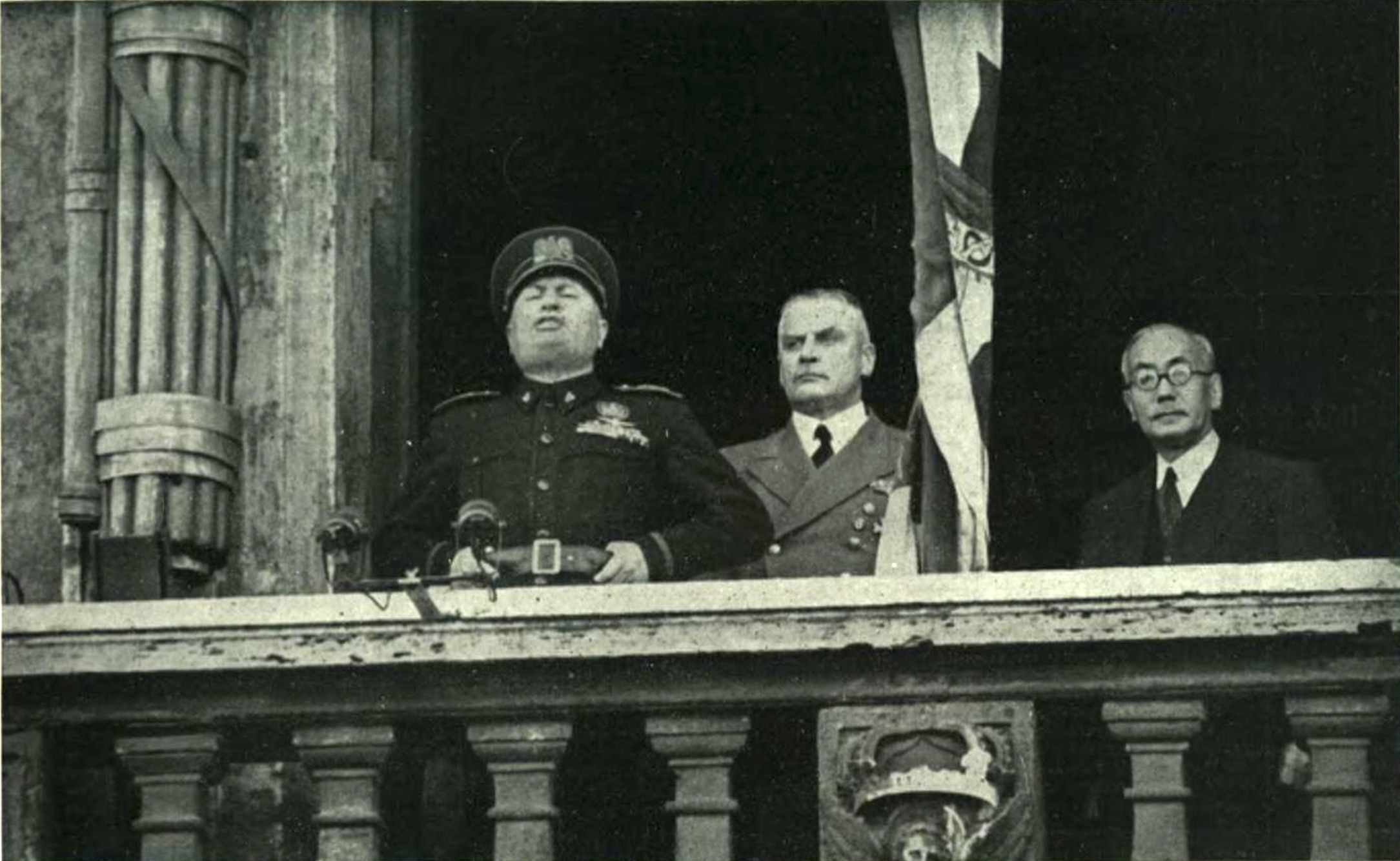
12月11日墨索里尼於威尼斯廣場發表演說對美國宣戰（當天實拍照片）

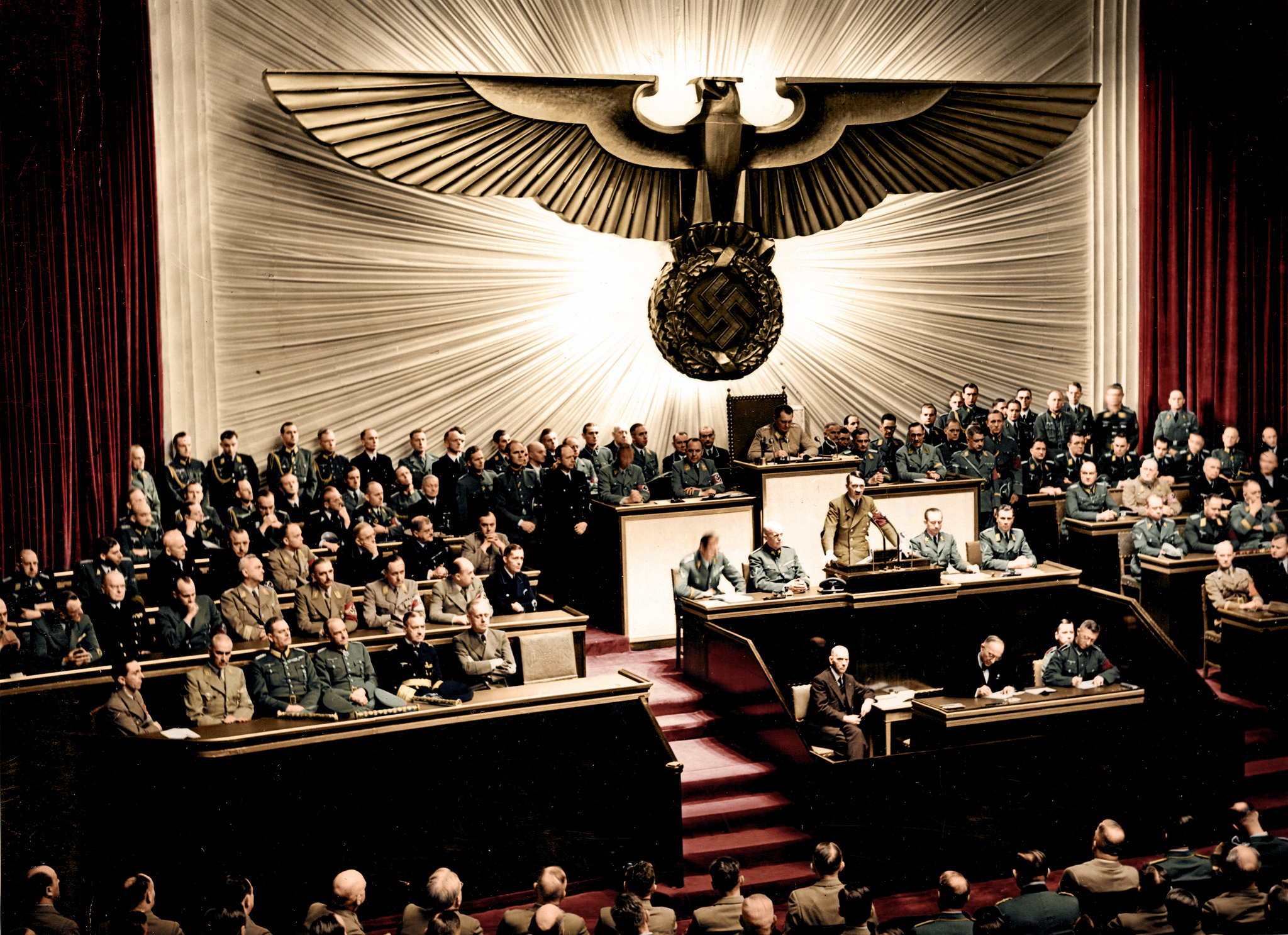
12月11日希特勒於帝國議會發表演說對美國宣戰（當天實拍照片）

歐洲戰場上，早在11月30日日本通过當地大使向德國表態將和美國開戰、12月2日日本向義大利表態將和美國開戰，12月5日德國和義大利承諾宣戰。珍珠港事件發生4天後的12月11日，兩國履行了承諾向美國宣戰。當日下午2時45分義大利首相墨索里尼在威尼斯廣場向聽演講的群眾發表長達4分鐘的宣戰演說，墨索里尼在演說中回顧了鋼鐵條約和三國同盟條約的重要性、稱日本的行動是出於自衛、以及大讚日軍準備充分令美軍在廣闊的太平洋上遭受了可怕的打擊。12月11日下午3時，希特勒在帝國議會發表長達90分鐘的宣戰演說，希特勒在演說中回顧了過去三年德義兩國在歐洲及北非戰場上的戰績、過去三年德美關係的惡化、以及稱日本的行動是出於對「羅斯福和猶太人」的自衛。
在接下來四天，其他的次要軸心國成員匈牙利、羅馬尼亞、保加利亞、斯洛伐克（12月12日）以及克羅地亞（12月14日）也對美国宣战。12月15日德義日三國代表討論了瓜分世界的計畫。从三國同盟條約协议来看阿道夫·希特拉和貝尼托·墨索里尼没有这个义务但还是这样做，因為德國和義大利希望利用日本令美國轉移視線至亞洲，從而減少美國對歐洲戰場的干涉。太平洋爆發戰事已令北非戰場的部份英軍及澳洲軍調去亞洲對付日本。
美國的參戰使盟國獲得巨大的工業生產力，英國即時解除被德國海軍元帥鄧尼茲潛艇艦隊在大西洋海戰斷絕物資的危機；蘇聯則爭取到在德國巴巴羅薩行動後，將工業轉至烏拉山恢復生產的時間；兩國也獲得能夠對德國反攻的大量物資。而希特拉和墨索里尼誤判局勢，以為美國會「先亞後歐」，但美國卻以「先歐後亞」的策略將焦點放在歐洲戰場擊敗德國和義大利後才全力對付日本，對第二次世界大戰影響甚遠。

### 美國本土的進攻
自珍珠港的攻擊行動後，日軍南下進攻東南亞的盟軍殖民地，紛紛佔領且勢如破竹，其後又對美國沿岸進行空襲，美國西岸民眾擔憂日軍登陸。美軍認為美國西岸海岸線過長，難以防守，羅斯福下令準備洛磯山脈的防務，軍方高層認為若無法阻擋於該處，將會使日軍持續進攻至芝加哥。而就其登陸的必要性，山本認為若要戰爭結束只有兩種方法，一是佔領珍珠港，以此為跳板持續進攻美國本土，打到華盛頓特區逼使談判；另一種是以建立的東南亞國防圈持續消耗美國資源，使其認為戰勝需付出巨大代價，重回談判。
珍珠港事件後，日本將其主要運輸艦與士兵都投入了太平洋各地，已無能力佔領珍珠港和進而登陸本土。就算登陸珍珠港或是美國西岸，日軍要確保其補給也是問題，太平洋整個過長的補給線並非日軍所能負擔；再者，比照日軍在中國戰場這種大陸作戰的表現，也不可能持續進攻至華盛頓。但美國在西岸還是做了防務工作，包括挖防空洞和訓練沿岸部隊，而整場太平洋戰爭裡，日軍僅對美國西岸造成小規模的損害。

### 日本潛艇部隊戰果
日軍在攻擊前一日派出的五艘甲標的袖珍潛艇的戰果與下落，雖然五艘潛艇確實都損失了，但美軍的戰爭記錄卻顯示並非五艘都遭到發現及獵殺；日方也有甲標的組員在空襲結束後向聯合艦隊回報「攻擊成功」的記錄，都說明有至少一艘以上的潛艇於攻擊行動中殘存（被認為發出“襲擊成功”電訊的甲標的，於戰後數十年於珍珠港水道附近的水底污泥中被發現）。此外，傳統上「五艘甲標的全無戰果可言」的說法近年也受到質疑，九零年代時有學者宣稱，他們在利用現代影像分析技術分析日軍第一波攻擊空照圖時發現疑似潛艇的潛望鏡與魚雷航跡出現在港灣內，從而主張日軍潛艇擊中至少一艘美軍戰艦，不過尚未成為普遍接受的說法。

### 日裔美國人拘留
这次突然袭击后夏威夷島上開始流傳「日本工人將甘蔗田的甘蔗砍成標示指引日本軍機」與美國西岸日裔美國人從事當地的破壞工作，甚至說日軍即將登陸夏威夷。美国西岸军区长官约翰·德威特将军声称有日裔或日裔后代作为间谍和破坏分子的情报并建议罗斯福下令将他们监禁起来，羅斯福也下了此命令，後來美國本土與夏威夷共約有11萬日裔美國人被轉移到拘留營，但此政策施行程度不一，美國西岸的日裔民眾被拘留比例遠超過東岸。這項政策被認為是美國歷史上一個種族歧視與有違自由民主的政策，被拘留者依照不同標準，需要強制勞動以及放棄其財產，拘留期間也有人受傷與死亡；1944年美國最高法院宣佈強制拘留為牴觸憲法，但支持排除太平洋沿岸日裔民眾的行動。
整場二次大戰中，共有10萬多日裔美國人從軍去歐洲與德國和義大利作戰，還有6,000人於太平洋地區擔任翻譯工作；美國於1988年發表此政策為種族偏見，並對其拘留群眾給予共超過16億美元的賠償。

### 珍珠港人員與防務的後續
珍珠港事後加強防務，以防日軍的登陸與儘速打撈各船艦。因為防守不力，總統下令將美國太平洋艦隊總司令金梅爾海軍上將與陸軍夏威夷軍區（Hawaiian Department）司令沃爾特·肖特陸軍中將降階至少將，一些歷史學家認為兩人的這種遭遇是不公平地當了替罪羔羊。

## 陰謀論
从1941年12月8日起，一直有为什么美国政府可以被蒙蔽这么久，以及美国官方对日本知道多少的争论。罗斯福或其他美国官员，以及温斯顿·丘吉尔和英国人，或其他人或所有这些人，是否事前知道，并可能容忍或甚至促进它的发生以使美国进入大战。陰謀論的支持論點主要有：馬歇爾對如此重要文件是以民用書信機關、羅斯福在國際事務上傾於同盟國的明顯態度、橘色戰爭計畫中提到日本對珍珠港的威脅等問題。
反對陰謀論者則認為美國這種工業化民主國家，不太可能以犧牲人命換來參戰的民意、珍珠港美國傷计划亡人數過多，即使只有少量飛機攻擊珍珠港也和大量飛機進攻有相同效果，即「美國領土受到攻擊」，沒有必要犧牲如此多的船艦和人命換取參戰。

## 大眾文化
关于珍珠港事件，有诸多的纪实类或改编作品，包括电影、书籍以及电子游戏等。

### 电影
- 《亂世忠魂》（1953年）
- 《虎！虎！虎！》（1970年）
- 《中途島》（1976年）
- 《碧血長天》（1980年）
- 《珍珠港》（2001年）
- 《諜海風雲》（2010年）
- 《永遠的零》（2013年）
- 《鋼鐵英雄》（2016年）
- 《決戰中途島》（2019年）

### 电子游戏
- 《荣誉勋章：升阳》，第一人称射击类游戏，其最开始的场景设在珍珠港。
- 《榮譽勳章：太平洋戰役》，第一人称射击类游戏，為榮譽勳章系列的第七部正傳。玩家要扮演美國海軍陸戰隊的一名士兵湯米·康林，在第二次世界大戰中在太平洋戰場戰鬥。
- 《战斗位置：太平洋》，射擊及即時戰術遊戲，日本戰役最開始為空襲珍珠港。

### 音樂作品
- 《黎明共枕》（At Dawn They Slept）：美國作曲家傑·博庫克（Jay Bocook）2002年作品[57]

### 引用
1. ↑  完整停泊船艦名單見美國海軍歷史中心資料 的存檔，存档日期2011-07-10.
2. 1 2  Conn 2000，第194頁其中海軍與陸戰隊人員共有2,117人陣亡，779人受傷；陸軍215人陣亡，360人受傷
3. ↑  Gilbert 2009，第272頁.
4. ↑  GPO 1946，第64-65頁
5. ↑  CinCP report of damage to ships in Pearl Harbor （页面存档备份，存于） from www.ibiblio.org/hyperwar. Unless otherwise stated, all vessels listed were salvageable.
6. ↑  見完整的珍珠港陣亡人員名單 （页面存档备份，存于）
7. ↑  GPO 1943，第94頁
8. ↑  Toland, Japan's War.
9. ↑  日本皇軍興亡記,Meirion & Susie Harries著
10. 1 2 3 4 5 6 7 8 9 10 11 12 13 14 15 16 17 18 19 20 21 22 23  偷襲珍珠港，A.J.Barker著
11. ↑  Gailey 1995，第68頁
12. ↑  F. Abbad, Histoire du Japon, 1992, p.150
13. ↑  Willmott, Barrier and the Javelin, p.14.
14. ↑  Fukudome, Shigeru Shikan: Shinjuwan Kogeki (Tokyo, 1955), p.150.
15. ↑  Peattie & Evans, Kaigun
16. ↑  Gailey 1995，第70頁
17. 1 2 3 4 5  血戰太平洋，Paul Kennedy著
18. ↑  阿川弘之，陳寶蓮譯，《山本五十六》，（台北：麥田出版社，民國83年4月）
19. 1 2  .   [2010-01-28]. （原始内容存档于2017-06-19）.
20. 1 2  .   [2010-01-28]. （原始内容存档于2017-10-10）.
21. ↑  NavSource 2003
22. ↑  Prange et al., At Dawn We Slept, p. 500.
23. ↑  Prange et al., At Dawn We Slept, p.501.
24. ↑  .   [2010-01-28]. （原始内容存档于2009-03-13）.
25. ↑  .   [2010-01-28]. （原始内容存档于2010-05-30）.
26. ↑  航母—現代戰爭武器揭密，譚曉寅、徐忠平、鄭文祥著，百家出版社
27. ↑  Gailey 1997，第68頁
28. ↑  Willmott, Barrier and the Javelin; Blair, Silent Victory.
29. ↑  Gailey 1997，第97–98頁
30. ↑  Yergin, Daniel. . New York: Simon & Schuster. 1991  [31 July 2009]. ISBN 0-671-79932-0. p. 327
31. 1 2 3  Hoyt 2000，第190頁
32. ↑  Hoyt 2000，第191頁
33. 1 2  Gailey 1997，第97頁
34. ↑  Gailey 1997，第98頁
35. ↑  Newell, Gordon. . Seattle, WA: Superior Publishing. 1957.
36. 1 2  Bartholomew, Charles A., Captain USN; Milwee, William I., Jr., Commander USN (Ret). . Washington, D.C.: Naval History & Heritage Command/Naval Sea Systems Command. 2009. ISBN 978-0-945274-60-5. LCCN 2009014668.
37. ↑  Ofstie 1946，第18頁
38. ↑  Harry A. Gailey, The War in the Pacific: From Pearl Harbor to Tokyo Bay, Presidio Press: 1995. p. 68.
39. ↑  . National Archives. Winter 2001  [2021-04-06]. （原始内容存档于2023-08-03） （美国英语）.
40. ↑   维基文库中的相關文獻：國民政府對德意志義大利宣戰佈告
41. ↑   维基文库中的相關文獻：國民政府對日本宣戰布告
42. ↑  Trial transcripts at Nuremberg 11 December 1945. More details of the exchanges at the meeting are available online at nizkor.org （页面存档备份，存于）
43. 1 2  Boog, Horst; Rahn, Werner; Stumpf, Reinhard; et al., eds. (2001). Germany and the Second World War, Volume 6: The Global War. Oxford University Press. ISBN 9780191606847. Retrieved 29 November 2014.
44. ↑  .   [2021-11-02]. （原始内容存档于2022-01-14）.
45. ↑   维基文库中的相關文獻：Translation:Declaration of War Against the United States, by Benito Mussolini. Italy, December 11, 1941
46. ↑  .   [2021-11-02]. （原始内容存档于2022-01-14）.
47. ↑   维基文库中的相關文獻：Adolf Hitler's Declaration of War against the United States
48. ↑  .   [2021-07-16]. （原始内容存档于2016-05-05）.
49. ↑  .   [2021-07-16]. （原始内容存档于2022-01-14）.
50. ↑  Rich, Norman (1973). Hitler's War Aims: Ideology, the Nazi State, and the Course of Expansion. W.W. Norton & Company Inc., p. 235.
51. ↑  Discovery：珍珠港事件（下），2010年1月30日晚上9點，節目內容中有提及日軍空拍照片中，袖珍潛艇入港對戰艦發射魚雷，至少有一發擊中維吉尼亞號。
52. ↑  Levine, E. (1995). A fence away from freedom: Japanese Americans and World War II. New York: G.P. Putnam’s Sons.
53. ↑  Korematsu v. United States （页面存档备份，存于） majority opinion by Justice Hugo Black, reproduced at findlaw.com. Retrieved 11 September 2006.
54. ↑  100th Congress, S. 1009, reproduced at （页面存档备份，存于） internmentarchives.com. Retrieved 19 September 2006.
55. ↑  . Democracy Now!.   [2010-01-24]. （原始内容存档于2010-03-04）.
56. ↑  《马骏别解二战风云人物》，作者：马骏，光明日报出版社，2006年12月第一版，《第六讲 罗斯福与他的“珍珠港陷阱”》“历史新疑点：珍珠港事件是苦肉计？”，95~99页。作者为中国人民解放军国防大学教授。
57. ↑  . windrep.org.   [2023-09-28]. （原始内容存档于2023-09-28） （英语）.

## 外部連結
- "Remembering Pearl Harbor:The USS Arizona Memorial", a National Park Service Teaching with Historic Places (TwHP) lesson plan （页面存档备份，存于）
- Hawaii War Records Depository, Archives & Manuscripts Department, University of Hawaii at Manoa Library

報導
- Guarding The United States And Its Outposts （页面存档备份，存于） Official U.S. Army history of Pearl Harbor
- War comes to Hawaii （页面存档备份，存于） Honolulu Star-Bulletin, Monday, September 13, 1999

媒體
- Video of first Newsreel from December 23, 1941 attack on Pearl Harbor

歷史文件
- WW2DB: US Navy Report of Japanese Raid on Pearl Harbor （页面存档备份，存于）
- Second World War—USA Declaration of War on Japan. （页面存档备份，存于）
- Collection of extensive Japanese preparation military documents （页面存档备份，存于）
- 珍珠港事件的历史照片 （页面存档备份，存于）（英文）
- WW2DB:珍珠港事件 （页面存档备份，存于）和82張照片 （页面存档备份，存于）（英文）
- 对珍珠港的袭击 （页面存档备份，存于）